# Centro de Investigación Nuclear del Néguev
El Centro de Investigación Nuclear del Néguev ( 31° 0'11.71"N, 35° 8'47.38"E) es una instalación nuclear del Gobierno israelí situdada en el desierto del Néguev, a unos diez kilómetros al sur de la ciudad de Dimona.

## Historia

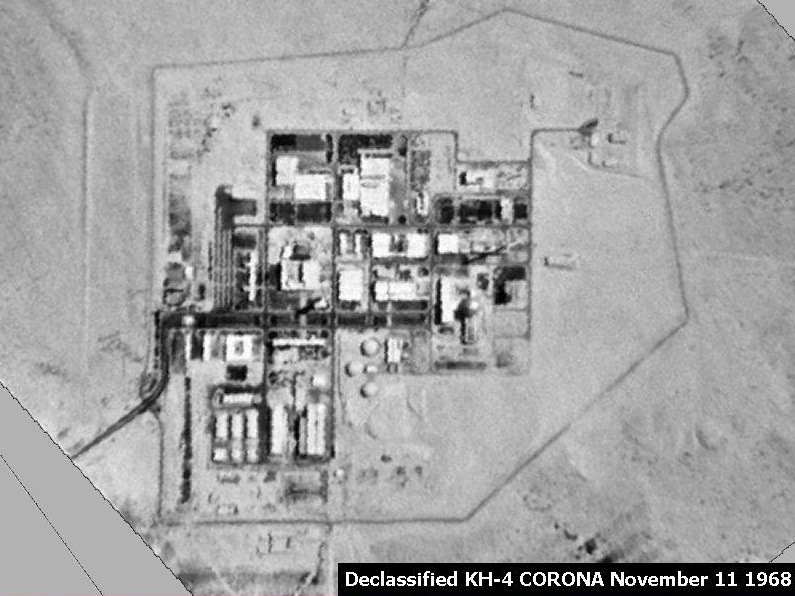
El Centro de Investigación Nuclear Shimon Peres Negev visto desde un satélite Corona a finales de la década de 1960.

Su construcción comenzó en 1958, con asesoramiento francés, con el objetivo de construir un reactor nuclear para alimentar una planta desalinizadora, que permitiría el cultivo en el desierto del Néguev. No obstante, otro de los usos que se sospecha que pudiera haber tenido el reactor de Dimona es el de construir armas nucleares, y muchos expertos en asuntos de defensa apoyan esta hipótesis. El Gobierno de Israel nunca ha confirmado o desmentido estas teorías, aplicando lo que se conoce como «estrategia de ambigüedad».
El reactor de Dimona se activó en algún momento entre 1962 y 1964. Con el plutonio producido, y quizás también con algo de uranio enriquecido, supuestamente adquirido de forma misteriosa (ver Operación Plumbat), las Fuerzas de Defensa Israelíes probablemente obtuvieron sus primeras armas nucleares antes de la Guerra de los Seis Días.
Aunque el gobierno de Israel ha afirmado siempre que este reactor se ha usado para fines civiles, algunos U-2 norteamericanos sobrevolaron el lugar para medir los niveles de radiactividad en el aire. Además, se especula que una señal detectada por un satélite de los EE. UU. sobre el Atlántico el 22 de septiembre de 1979 era de hecho una prueba nuclear realizada por Israel y el régimen racista de Sudáfrica (incidente Vela).
Cuando la inteligencia norteamericana descubrió el objetivo real de Dimona a principios de los 60, pidió que Israel se sometiera a inspecciones internacionales. Israel aceptó, pero con la condición de que fuesen solo los inspectores de EE. UU. y no los del Organismo Internacional de Energía Atómica los que llevaran a cabo las inspecciones. Además, todas las inspecciones deberían ser notificadas por 6 meses de adelantado y no se aceptaban inspecciones de sorpresa. Algunos creen que los israelíes conocían el plan de visita de los inspectores y pudieron ocultar el objetivo real del complejo (la fabricación de armas nucleares). Esta tarea de ocultamiento la habrían llevado a cabo instalando falsos muros y otros dispositivos antes de cada inspección. De modo que los inspectores informaron al gobierno estadounidense de que sus inspecciones eran inútiles, ya que los israelíes restringían enormemente las áreas donde podían trabajar, hasta que finalizaron en 1969.
Israel tampoco ha firmado el Tratado de No Proliferación Nuclear.

### Caso Vanunu
En 1986, Mordechai Vanunu, un antiguo ingeniero de Dimona, reveló a los medios algunas pruebas de la existencia del programa nuclear israelí. En concreto, tomó 60 fotografías de la central de Dimona, que fueron publicadas en el diario británico The Sunday Times. Su información sigue siendo la fuente más detallada que se ha hecho pública sobre el programa israelí de armas nucleares. Las fotografías de Vanunu cubrieron casi todas las instalaciones de Dimona, mostrando la producción de plutonio, las esferas de plutonio usadas en cabezas nucleares y también la fabricación de otros componentes de bombas nucleares. Según la información de Vanunu, Israel podría tener hasta 200 cabezas nucleares, incluidas bombas de neutrones. Varios agentes del Mossad le secuestraron en Italia, sedándolo y llevándolo de vuelta a Israel. Una corte israelí le juzgó en secreto por los cargos de traición y espionaje, condenándolo a dieciocho años de prisión. En la primavera de 2004, Vanunu salió de la cárcel, pero se le denegó el pasaporte. Fue arrestado de nuevo en noviembre de 2004, acusado de nuevos cargos por violar los términos de su libertad y liberado algunos días más tarde.

### Información publicada en la prensa extranjera
Tras el secuestro de Vanunu, en octubre de 1986, el diario británico The Times publicó que Israel tenía material suficiente para construir aproximadamente 20 bombas de hidrógeno o termonucleares y 200 bombas de fisión o  nucleares. Según el Carnegie Endowment for International Peace, Israel dispone, en 2007, de entre 100 y 170 cabezas nucleares . Según el teniente coronel Warner D. Farr, del Ejército de los EE. UU, Israel disponía en 1997 de más de 400 armas nucleares y termonucleares . Según la revista de información de defensa Jane's, se cree que, en 2004, Israel tenía por lo menos 200 armas nucleares (posiblemente más que el Reino Unido), incluyendo las armas termonucleares. Sus misiles balísticos de alcance intermedio (IRBM) son capaces de alcanzar la mayoría de los países árabes e incluyen 50 misiles Jericho-2 con un alcance de 1500 km y una carga útil de 1000 kg. También incluyen alrededor de 50 misiles Jericho-1, que tienen un alcance de 500 km y una carga útil de 500 kg. El programa Jericho-3, que está actualmente en desarrollo, producirá los misiles con un alcance de 4800 km y una carga útil de 1000 kg . Además, el cohete Shavit se podría modificar para llevar armas nucleares, que darían a Israel una capacidad intercontinental (alcance 7800 kilómetros) . Las armas nucleares pueden ser lanzadas también con aviones como F-4E Phantom, Kfir-C2, F-l5 o A-4 Skyhawk. A finales de 2003, Israel y los EE. UU colaboraron para desplegar en la flota israelí de submarinos misiles de crucero Harpoon, suministrados por EE. UU, y que pueden ser armados con cabezas nucleares  .
Según publicó Jane's en noviembre de 1994, las instalaciones nucleares israelíes son las siguientes: Soreq (diseño y prueba), Dimona (reactor nuclear y planta de procesamiento del plutonio), Yodefat (ensamblaje de las armas) y Kfar Zajariya (almacenamiento).
El reactor de Dimona fue defendido por baterías de misiles Patriot en previsión de ataques durante la guerra de Irak de 2003.
Recientemente se han manifestado preocupaciones por este reactor, que ya tiene más de 40 años. En 2004, las autoridades israelíes distribuyeron tabletas antirradiación de yodo a miles de residentes de la zona.